# Кров за кров (фільм, 2005)
«Кров за кров» (англ. Four Brothers, дослівно укр. Четверо братів) — американський драматичний бойовик режисера Джона Синґлтона, що вийшов 2005 року. У головних ролях Марк Волберг, Тайріз Ґібсон, Андре Бенджамін і Ґаррет Гедлунд.
Сценаристами були Девід Елліот і Пол Ловетт, продюсером — Лоренцо ді Бонавентура. Вперше фільм продемонстрували 12 серпня 2005 року у США і Канаді. В Україні у кінопрокаті фільм не демонструвався.

## Сюжет
Після того як їхню прийомну матір було вбито, прийомні брати Боббі, Енджел, Джереміч і Джек повертаються у Детройт для того, щоб з'ясувати, що сталося. На перший погляд Евелін було вбито при пограбуванні, проте копнувши глибше брати довідались, що це було лише прикриттям.

## У ролях
| Актор             | Персонаж                              | Роль                                                           |
| ----------------- | ------------------------------------- | -------------------------------------------------------------- |
| Марк Волберг      | Боббі Мерсер англ. Bobby Mercer       | прийомний син Евелін, прийомний брат Енджела, Джеремії і Джека |
| Тайріз Ґібсон     | Енджел Мерсер англ. Angel Mercer      | прийомний син Евелін, прийомний брат Боббі, Джека і Джеремії   |
| Андре Бенджамін   | Джеремія Мерсер англ. Jeremiah Mercer | прийомний син Евелін, прийомний брат Боббі, Енджела і Джека    |
| Ґаррет Гедлунд    | Джек Мерсер англ. Jack Mercer         | прийомний син Евелін, прийомний брат Боббі, Енджела і Джеремії |
| Терренс Говард    | Ґрін англ. Green                      | лейтенант поліції Детройту                                     |
| Джош Чарльз       | Фовлер англ. Fowler                   | детектив поліції Детройту                                      |
| Софія Вергара     | Софі англ. Sofi                       | дівчина Енджела                                                |
| Чиветел Еджіофор  | Віктор Світ англ. Victor Sweet        | бандит                                                         |
| Фіоннула Фленаґан | Евелін Мерсер англ. Evelyn Mercer     | мати Боббі, Енджела, Джеремії і Джека                          |
| Тараджі Генсон    | Камілла Мерсер англ. Camille Mercer   | дружина Джеремія                                               |
| Адам Біч          |                                       | шеф                                                            |

## Сприйняття

### Критика
Фільм отримав здебільшого змішані відгуки: Rotten Tomatoes дав оцінку 52 % на основі 132 відгуків від критиків (середня оцінка 5,7/10) і 81 % від глядачів (391,025 голосів). Загалом на сайті фільми має змішаний рейтинг, фільму зарахований «гнилий помідор» від кінокритиків, проте «попкорн» від глядачів, Internet Movie Database — 6,9/10 (89 934 голоси), Metacritic — 49/100 (31 відгук критиків) і 6,7/10 від глядачів (85 голосів). Загалом на цьому ресурсі від критиків фільм отримав змішані відгуки, а від глядачів — позитивні.

### Касові збори
Під час показу у США, що стартував 12 серпня 2005 року, протягом першого тижня фільм показали у 2,533 кінотеатрах і він зібрав 21,176,925 $, що на той час дозволило йому зайняти 1 місце серед усіх прем'єр. Показ фільму протривав 105 днів (15 тижнів) і завершився 22 листопада 2005 року. За цей час фільм зібрав у прокаті у США 74,494,381  доларів США, а у решті світу 17,880,293 $ (за іншими даними 18,000,000 $), тобто загалом 92,374,674 $ (за іншими даними 92,494,381 $) при бюджеті 45 млн $ (за іншими даними 30 млн $).

### Нагороди і номінації[10]
| Рік  | Нагорода                                  | Категорія                                         | Номінант               | Результат |
| ---- | ----------------------------------------- | ------------------------------------------------- | ---------------------- | --------- |
| 2005 | Товариство кінокритиків Нью-Йорка         | Найкращий актор другого плану                     | Терренс Говард         | 3 місце   |
| 2005 | Мережеві кінокритики Нью-Йорка            | Прорив                                            | Терренс Говард         | Перемога  |
| 2006 | Асоціація кінокритиків Остіна             | Прорив                                            | Терренс Говард         | Перемога  |
| 2006 | BET Awards                                | Найкращий актор                                   | Терренс Говард         | Перемога  |
| 2006 | BET Awards                                | Найкраща акторка                                  | Тараджі П. Генсон      | Перемога  |
| 2006 | Black Movie Awards                        | Видатні досягнення в режисурі                     | Джон Синґлтон          | Номінація |
| 2006 | Black Movie Awards                        | Видатний кінофільм                                | Лоренцо ді Бонавентура | Номінація |
| 2006 | Black Reel Awards                         | Найкращий режисер                                 | Джон Синґлтон          | Номінація |
| 2006 | Black Reel Awards                         | Найкращий оригінальний саундтрек                  |                        | Номінація |
| 2006 | Black Reel Awards                         | Видатний фільм                                    | Лоренцо ді Бонавентура | Номінація |
| 2006 | Black Reel Awards                         | Найкращий акторський склад                        | Кімберлі Гардін        | Номінація |
| 2006 | Асоціація кінокритиків Центрального Огайо | Актор року                                        | Терренс Говард         | 2 місце   |
| 2006 | Image Awards                              | Видатна режисура у художньому фільмі / телефільмі | Джон Синґлтон          | Перемога  |
| 2006 | MTV Movie Awards                          | Найкращий прорив                                  | Андре Бенджамін        | Номінація |

### Виноски
1. 1 2 3  Four Brothers: Tokyo Drift: Release Info (англ.). Internet Movie Database. Архів оригіналу за 18 серпня 2013. Процитовано 26 вересня 2014.
2. 1 2 3 4 5 6  Four Brothers (англ.). Box Office Mojo. Архів оригіналу за 6 жовтня 2014. Процитовано 26 вересня 2014.
3. 1 2 3 4 5 6  Four Brothers (англ.). The Numbers. Архів оригіналу за 2 серпня 2014. Процитовано 26 вересня 2014.
4. 1 2  Four Brothers (англ.). Internet Movie Database. Архів оригіналу за 21 вересня 2014. Процитовано 26 вересня 2014.
5. ↑  Four Brothers (англ.). AllMovie. Архів оригіналу за 5 березня 2016. Процитовано 26 вересня 2014.
6. ↑  Four Brothers: Full Cast & Crew (англ.). Internet Movie Database. Архів оригіналу за 21 лютого 2021. Процитовано 26 вересня 2014.
7. ↑  Кровь за кровь. Премьеры (рос.). КиноПоиск. Архів оригіналу за 11 березня 2016. Процитовано 26 вересня 2014.
8. ↑  Four Brothers (англ.). Rotten Tomatoes. Архів оригіналу за 7 жовтня 2014. Процитовано 26 вересня 2014.
9. ↑  Four Brothers (англ.). Metacritic. Архів оригіналу за 13 березня 2015. Процитовано 26 вересня 2014.
10. ↑  Four Brothers: Awards (англ.). Internet Movie Database. Архів оригіналу за 25 березня 2016. Процитовано 26 вересня 2014.